# Вівсянка гірська

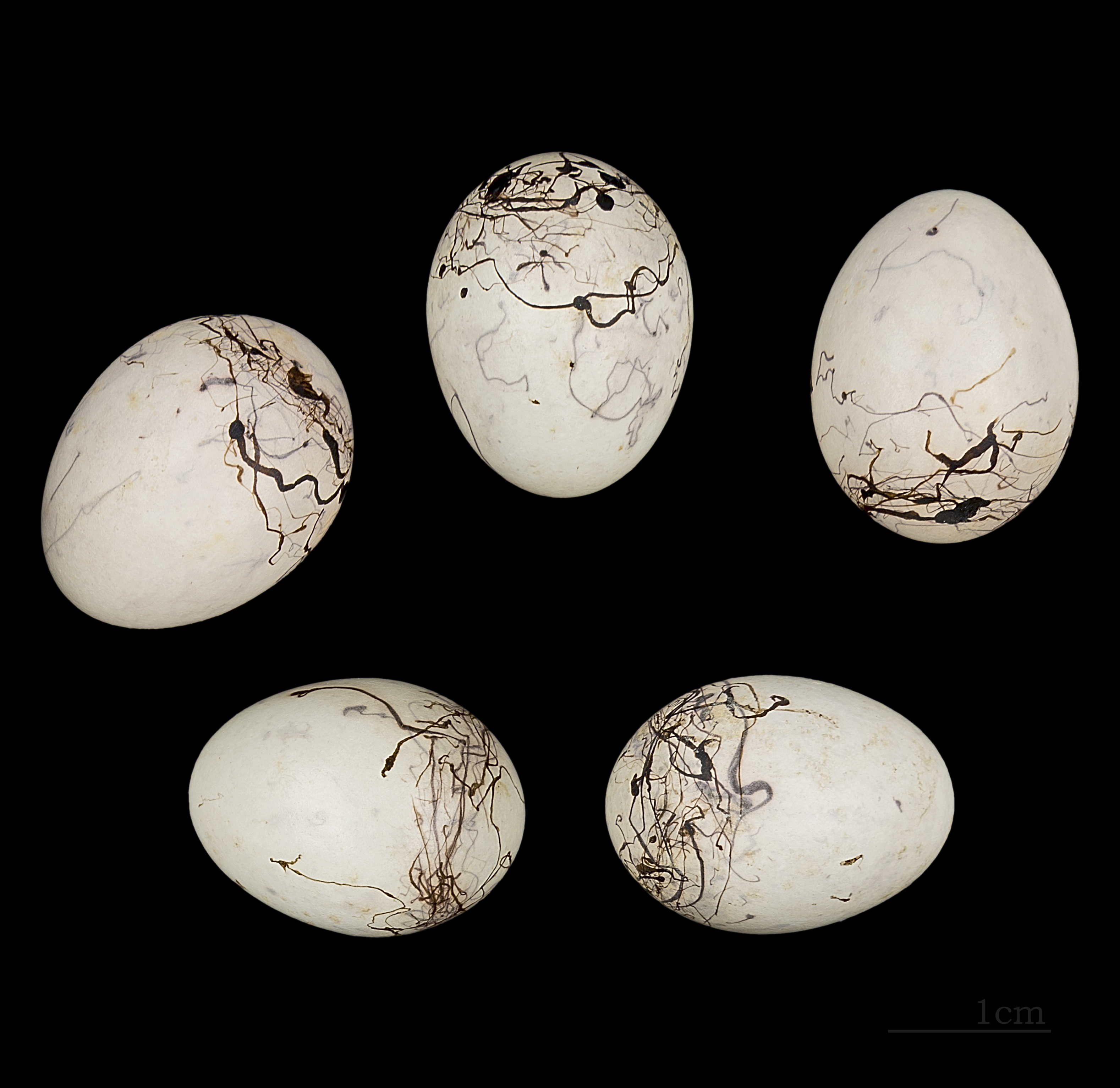
Emberiza cia

Вівся́нка гірська́ (Emberiza cia) — горобцеподібний птах родини вівсянкових.

## Опис
Птах трохи більший за горобця. Маса тіла 23—27 г, довжина тіла близько 16 см. У дорослого самця в шлюбному вбранні голова, шия і воло сірі; надбрівні смуги, смуги, які проходять через очі, і смуги, які окреслюють щоки, чорні; спина і крила рудувато-бурі, з чорно-бурою строкатістю; поперек, надхвістя, груди і черево руді; верхні покривні пера крил зі світлою верхівкою; махові пера темно-бурі, зі світлою облямівкою; хвіст темно-бурий, дві крайні пари стернових пер з білими плямами; дзьоб сірий; ноги бурі; у позашлюбному оперенні на голові і волі бурий відтінок. Доросла самка подібна до дорослого самця у позашлюбному оперенні; смуги на голові темно-бурі; низ рудуватий; на боках вола і грудей темні риски. Молодий птах вохристий, з темною строкатістю, за винятком грудей, черева і підхвістя.

## Поширення
Зустрічається в Африці, Європі і в Центральній Азії. В Україні осілий, кочовий птах Гірського Криму.

## Гніздування
Самка висаджує по 3-5 яєць.